# Colma (Californie)
Pour les articles homonymes, voir Colma.
Colma est une municipalité du comté de San Mateo en Californie dans la banlieue Sud de San Francisco.
La ville a été fondée en 1924 en tant que nécropole. La population était de 1 792 habitants lors du recensement de 2010. Une grande partie des terrains de la ville étant occupée par des cimetières (17 pour les Hommes et un pour les animaux), la ville a été surnommée « City Of Souls » (« La Ville des âmes »), ou encore « The City Of The Silent » (« La Ville des silencieux »). Aujourd’hui sa devise est « C’est bon d’être vivant à Colma » (it’s great to be alive in Colma).
C'est aussi la ville où sont enterrés Wyatt Earp et sa femme.

## Démographie
| 1880 | 1930 | 1940 | 1950 | 1960 | 1970 |
| ---- | ---- | ---- | ---- | ---- | ---- |
| 188  | 369  | 354  | 297  | 500  | 537  |

| 1980 | 1990  | 2000  | 2010  | - | - |
| ---- | ----- | ----- | ----- | - | - |
| 395  | 1 103 | 1 253 | 1 792 | - | - |